# Continente perduto
Continente perduto (bra Continente dos Deuses) é um documentário italiano de 1954 dirigido por Enrico Gras, Giorgio Moser e Leonardo Bonzi. 
Conquistou em 1955 o Prêmio do Júri do Festival de Cannes.